# Obock (regio)
Obock is de regio van Djibouti die het noordoostelijke deel van het land inneemt. De regio is 5700 vierkante kilometer groot en telde in 2007 bij benadering 27.000 inwoners. De regionale hoofdstad heet eveneens Obock.

## Grenzen
De regio Obock ligt in het (noord)oosten aan de Bab el Mandeb-straat.

In het zuidoosten ligt de regio aan de Golf van Tadjoura.

Obock grenst ook aan een regio van buurland Eritrea:
- Debubawi Keyih Bahri in het noordwesten.

Ten slotte heeft de regio één grens met een andere regio:
- Tadjourah in het zuidwesten.